# Juanma Ortiz
Juan Manuel „Juanma“ Ortiz Palazón (* 1. März 1982 in Guardamar del Segura, Valencia) ist ein spanischer Fußballspieler, der seit 2013 bei Hércules Alicante unter Vertrag steht.

## Spielerkarriere

### Die Anfänge
Juan Manuel „Juanma“ Ortiz startete seine Karriere als Fußballer in der Jugend von Atlético Madrid, für dessen B-Team er in den Jahren 2001 bis 2003 in der Segunda División B zum Einsatz kam. Im Sommer 2003 unterschrieb er einen Profivertrag bei den „Rojiblancos“, dort spielte er jedoch nur fünf Mal in seiner ersten Spielzeit, weshalb er an Erstliga-Rivale CA Osasuna ausgeliehen wurde. Dort kam er zu Gelegenheitseinsätzen – bei 29 Einsätzen mit zwei erzielten Toren konnte er sich aber nicht durchsetzen.

### Die letzten Jahre
Für die Saison 2006/07 war Ortiz an den Zweitligisten Polideportivo Ejido ausgeliehen. Dort erzielte er acht Tore in 31 Spielen und konnte die Konkurrenz auf sich aufmerksam machen. Da er bereits drei Jahre lang von Atlético verliehen worden war, mussten sich die „Colchoneros“ für oder gegen eine Weiterbeschäftigung Ortiz’ entscheiden. Da der Verein aber mit Spielern wie Simao Sabrosa das eigene Mittelfeld aufrüstete, wurde er an den Erstliga-Aufsteiger UD Almería abgegeben. Dort konnte er sich auf Anhieb einen Stammplatz in der ersten Liga erspielen.

### Wechsel nach Schottland
Im Sommer 2011 wechselte Ortiz zum schottischen Rekordmeister, den Glasgow Rangers. Nach der ersten Saisonhälfte gaben die Rangers bekannt, dass Ortiz bis zum Ende der Saison an seinen vorherigen Arbeitgeber, nach Almería, verliehen werde.
Im Anschluss an dieses Leihgeschäft verpflichtete der spanische Erstligist FC Granada Ortiz. Im zweiten Jahr nach Alicante verliehen, spielte er ab 2014 drei Jahre für Larnaka in Zypern, dann bis 2020 bei CF La Nucía und seither für CF Intercity.